# Vizita (film din 1964)
Vizita  (titlul original: în engleză The Visit) este un film dramatic coproducție italo-americano-franco-vest germană, realizat în 1964 de regizorul Bernhard Wicki, după piesa de teatru Vizita bătrânei doamne a scriitorului Friedrich Dürrenmatt, protagoniști fiind actorii Ingrid Bergman, Anthony Quinn, Irina Demick, Claude Dauphin. 

## Conținut
Claire Zachanassian, o femeie foarte bogată, se întoarce în orașul natal după ani de absență. Primarul orașului este afectat de griji financiare și are mari speranțe că fiica bogată a orașului reîntoarsă, îi va ajuta. Cu toate acestea, doamna Zachanassian nu a uitat de ce a părăsit orașul la acea vreme. Ca adolescentă, aștepta un copil de la Serge Miller, dar a fost izgonită din oraș de către cetățeni. Odată cu această vizită, a venit timpul pentru răzbunare. Este gata să ajute orașul pentru grijile financiare, dar cere ca Serge Miller să fie ucis pentru asta. Sub presiunea grijilor bănești, Serge Miller va fi condamnat la moarte. Abia cu puțin timp înainte de execuția sa, Claire Zachanassian îl grațiază pe fostul ei iubit.

## Distribuție
- Ingrid Bergman – Claire Zachannassian
- Anthony Quinn – Serge Miller
- Irina Demick – Anya
- Claude Dauphin – Bardick
- Paolo Stoppa – Doctor
- Romolo Valli – Town Painter
- Valentina Cortese – Mathilda Miller
- Eduardo Ciannelli – Innkeeper
- Jacques Dufilho – Fisch
- Leonard Steckel – Priest
- Ernst Schröder – Mayor
- Fausto Tozzi – Darvis
- Hans Christian Blech – Captain Dobrik
- Lelio Luttazzi – First Idler
- Marco Guglielmi – Chesco
- Renzo Palmer – Conductor
- Dante Maggio – Cadek
- Richard Münch – Teacher

## Culise
Marea diferență între versiunea de film și piesa de teatru este finalul fericit, schimbat în film. La Dürrenmatt, Serge Miller (în piesă, Alfred III) este ucis de fapt. 20th Century Fox, însă, a pretins regizorului Bernhard Wicki, această schimbare. O altă schimbare a fost relocarea acțiunii din Elveția într-o țară din Balcani.

## Premii și nominalizări
- 1964 Nominalizare pentru Palme d'Or;
- 1965 Nominalizare la Oscar pentru cele mai bune costume într-un film alb-nrgru lui René Hubert;

## Literatură
- Dürrenmatt, Friedrich. Romulus cel Mare. Vizita bătrânei doamne. Fizicienii (teatru). Tradus de Aurel Buteanu–H.R.Radian–Aurel Buteanu. București,: Editura Biblioteca pentru toți, Colecția bpt. p. 297.